# Лаурентино Кортизо
Лаурентино "Нито" Кортизо Коен (шп. Laurentino "Nito" Cortizo Cohen; Панама, 30. јануар 1953) панамски је политичар и садашњи председник Панаме од 1. јула 2019. године. Кортизо Коен је бивши председник Народне скупштине и бивши министар пољопривреде и сточарства. Био је и народни посланик од 1994. до 2004. године.
Као члан Демократске револуционарне партије је изабран за председника Панаме на изборима 5. маја 2019. године освојивши 33.27% гласова.